# Vimy (circonscription fédérale)
Circonscription électorale fédérale du Canada
Vimy est une circonscription électorale fédérale du Québec créée en 2013. Elle sera représentée à la Chambre des communes du Canada à compter des élections fédérales canadiennes de 2015.

## Géographie
Elle est entièrement située sur l'île Jésus dans la municipalité de Laval.
Elle s'étend de l'autoroute 19 en commençant à l'intersection avec le boulevard de la Concorde Est. De là, en suivant l'autoroute 19 vers le sud-est jusqu’à la rivière des Prairies. De là, le long de la rivière vers le sud-ouest jusqu'à la 83e avenue. En remontant vers le nord-ouest en suivant la 83e avenue et le boulevard Curé-Labelle jusqu’au boulevard Saint-Martin Ouest. Puis, vers le sud-ouest en suivant le boulevard et son prolongement jusqu'à l'autoroute 13. En remontant vers le nord-ouest le long de cette autoroute jusqu'à l'autoroute 440.  En suivant cette autoroute vers le nord-est jusqu'au boulevard des Laurentides. Ensuite, le long de ce boulevard vers le sud-est jusqu'au boulevard de la Concorde Est. Finalement, vers le nord-est sur ce boulevard jusqu'au point de départ .
Les circonscriptions limitrophes sont Laval—Les Îles, Marc-Aurèle-Fortin, Alfred-Pellan et Ahuntsic-Cartierville.

## Histoire
La circonscription de Vimy a été créée lors du redécoupage électoral de 2013. Son territoire provient en grande partie de celui de l'ancienne circonscription de Laval, plus une partie de celles d'Alfred-Pellan et de Laval—Les Îles.

## Députés
| Législature                                          | Années        | Député | Député          | Parti   |
| ---------------------------------------------------- | ------------- | ------ | --------------- | ------- |
| Vimy issue de Laval, Alfred-Pellan et Laval—Les Îles |               |        |                 |         |
| 42e                                                  | 2015–2019     |        | Eva Nassif      | Libéral |
| 43e                                                  | 2019–2021     |        | Annie Koutrakis | Libéral |
| 44e                                                  | 2021–2025     |        | Annie Koutrakis | Libéral |
| 45e                                                  | 2025–en cours |        | Annie Koutrakis | Libéral |